# Rugby-Union-Südamerikameisterschaft 1961
Die Rugby-Union-Südamerikameisterschaft 1961 (spanisch Sudamericano de Rugby 1961) war die dritte Ausgabe der südamerikanischen Kontinentalmeisterschaft in der Sportart Rugby Union. Sie fand 1961 in der uruguayischen Hauptstadt Montevideo statt und wurde von der Unión de Rugby del Uruguay organisiert. Teilnehmer waren die Nationalmannschaften von Argentinien, Brasilien, Chile und Uruguay. Austragungsort war das Vereinsgelände des Carrasco Polo Club. Den Titel gewann zum dritten Mal Argentinien.

## Tabelle
Für einen Sieg gab es zwei Punkte, für ein Unentschieden einen Punkt, bei einer Niederlage null Punkte.
|    | Land        | Spiele | Siege | Unent. | Ndlg. | Spiel- punkte | Diff. | Tabellen- punkte |
| -- | ----------- | ------ | ----- | ------ | ----- | ------------- | ----- | ---------------- |
| 1. | Argentinien | 3      | 3     | 0      | 0     | 107:6         | + 101 | 6                |
| 2. | Chile       | 3      | 2     | 0      | 1     | 65:21         | + 44  | 4                |
| 3. | Uruguay     | 3      | 1     | 0      | 2     | 19:72         | − 53  | 2                |
| 4. | Brasilien   | 3      | 0     | 0      | 3     | 13:105        | − 92  | 0                |

## Ergebnisse
Punktesystem: 3 Punkte für einen Versuch, 2 Punkte für eine Erhöhung, 3 Punkte für einen Straftritt, 4 Punkte für ein Dropgoal, 3 Punkte für ein Goal from mark
| 7. Oktober 1961 | Argentinien                                                    | 11 : 3  | Chile           | Carrasco Polo Club, Montevideo Schiedsrichter: Alberto Camardón (Argentinien) |
| 7. Oktober 1961 | Versuche: Montes Oliveri Erhöhungen: Goti Straftritte: Oliveri | Bericht | Versuche: Braun | Carrasco Polo Club, Montevideo Schiedsrichter: Alberto Camardón (Argentinien) |

| 8. Oktober 1961 | Uruguay                                                | 11 : 8        | Brasilien                                   | Carrasco Polo Club, Montevideo Schiedsrichter: William Brackenridge |
| 8. Oktober 1961 | Versuche: Moor-Davie Paysee Stanham Erhöhungen: Hughes | (8:5) Bericht | Versuche: Hughes Robertson Erhöhungen: Home | Carrasco Polo Club, Montevideo Schiedsrichter: William Brackenridge |

| 12. Oktober 1961 | Argentinien                                                                                        | 60 : 0  | Brasilien | Carrasco Polo Club, Montevideo Schiedsrichter: R. Kovacs |
| 12. Oktober 1961 | Versuche: González Goti (5) Hogg Lavayen Montes Neri (4) Strafversuch Erhöhungen: Goti Oliveri (8) | Bericht |           | Carrasco Polo Club, Montevideo Schiedsrichter: R. Kovacs |

| 12. Oktober 1961 | Uruguay                             | 5 : 28        | Chile                                                                                          | Carrasco Polo Club, Montevideo Schiedsrichter: D. Smith |
| 12. Oktober 1961 | Versuche: Llovet Erhöhungen: Hughes | (5:8) Bericht | Versuche: Braun (2) Echevarri Grove A. Pagola J. Pagola Vela Strafversuch Erhöhungen: Vela (2) | Carrasco Polo Club, Montevideo Schiedsrichter: D. Smith |

| 14. Oktober 1961 | Brasilien                 | 5 : 34  | Chile                                                           | Carrasco Polo Club, Montevideo |
| 14. Oktober 1961 | Versuche: 1 Erhöhungen: 1 | Bericht | Versuche: Campbell McLean (4) Kittsteiner (2) 2 weitere Spieler | Carrasco Polo Club, Montevideo |

| 14. Oktober 1961 | Uruguay                 | 3 : 36  | Argentinien                                                           | Carrasco Polo Club, Montevideo Schiedsrichter: William Brackenridge |
| 14. Oktober 1961 | Straftritte: Moor-Davie | Bericht | Versuche: Goti (2) Guidi Neri (4) Scharenberg Erhöhungen: Oliveri (6) | Carrasco Polo Club, Montevideo Schiedsrichter: William Brackenridge |